# Касна Харапа култура
Касна култура Харапа је развијена у северном делу цивилизације Долине Инда око 1900. п. н. е. и око области Панџаба. Названа је по гробљу у "области Х" у Харапи.
Касна култура Харапа је део панџапске фазе, једне од три културних фаза развијених у Ери локализације Традиције Долине Инда.
Карактеристике ове културе укључују: 
- Кремирање људских посмртних остатака. Кости су остављене у осликаним глиненим урнама. То се разликује од цивилзације Инда где су тела покопана у дрвеним сандуцима. Покопи у урнама и "гробни костури" су били готово истовремени.[3]
- Црвена грнчарија, осликана црно с призорима антилопа, паунова, сунца и звезда с другим третманима површине него у ранијим периодима.
- Експанзија насеља на исток.
- Пиринач постаје главна пољопривредна култура.
- Очигледан распад раније широко распрострањене трговачке мреже карактеристичне за цивилизацију Инда, с обзиром да се више не користе морске шкољке.
- Наставак коришћења опека за градњу.

Касна култура Харапа такође "показује јасне биолошке афинитете" с ранијим становнишптвом Харапе.
Археолог Кенојер је приметио да ова култура "може само одражавати промену фокуса организације насеља у односу на раније харапанске фазе, а не културни дисконтинуитет, градски распад, спољне инвазије и напуштање налазишта, што је све било сугерисано у прошлости." (Кенојер 1991: 56).
Остаци ове културе датирају од око 1900. п. н. е. до око 1300. п. н. е.. Заједно с Културом гробова Гандаре и Културом грнчарије обојене окером се код неких историчара сматра зачетком Ведске цивилизације.